# Lekkoatletyka na Letnich Igrzyskach Olimpijskich 1920 – skok o tyczce mężczyzn
Skok o tyczce mężczyzn był jedną z konkurencji lekkoatletycznych na Letnich Igrzyskach Olimpijskich 1920. Zawody odbyły się w dniach 18-20 sierpnia. W zawodach uczestniczyło 16 zawodników z 7 państw.

## Rekordy
| Rekord świata     | 4,02 m | Marc Wright   | Cambridge (USA) | 8 czerwca 1912 |
| Rekord olimpijski | 3,95 m | Harry Babcock | Sztokholm (SWE) | 11 lipca 1912  |

## Wyniki
Aby zakwalifikować się do finału trzeba było skoczyć na wysokość 3,60 m. Jedynie trzech zawodników nie przekroczyło tej wartości.
| Miejsce | Zawodnik            | Kwalifikacje | Finał   |
| ------- | ------------------- | ------------ | ------- |
| 1       | Frank Foss          | 3,60         | 4,09 WR |
| 2       | Henry Petersen      | 3,60         | 3,70    |
| 3       | Edwin Myers         | 3,60         | 3,60    |
| 4       | Edward Knourek      | 3,60         | 3,60    |
| 5       | Ernfrid Rydberg     | 3,60         | 3,60    |
| 6       | Laurits Jørgensen   | 3,60         | 3,60    |
| 7       | Eldon Jenne         | 3,60         | 3,60    |
| 8       | Georg Högström      | 3,60         | 3,50    |
| 9       | John Mattsson       | 3,60         | 3,50    |
| 10      | André Francquenelle | 3,60         | 3,40    |
| 11      | Paul Lagarde        | 3,60         | 3,40    |
| 12      | Jussi Ruoho         | 3,60         | 3,40    |
| 13      | René Joannes-Powell | 3,60         | 3,30    |
| 14      | Étienne Gajan       | 3,50         | —       |
| —       | Johann Martin       | NM           | —       |
| —       | Lars Erik Tirén     | NM           | —       |